# Latifrons
Latifrons là một chi nhện trong họ Thomisidae.